# Jane’s Fighting Ships
Jane’s Fighting Ships − wydawany od 1898 roku w Wielkiej Brytanii rocznik okrętów wojennych, służących aktualnie we flotach wszystkich państw świata. Obecnie najstarsza tego typu istniejąca publikacja. 
Opublikowany po raz pierwszy przez Johna F. T. Jane’a (lepiej znanego jako Fred T. Jane) jako All the World’s Fighting Ships, katalog jednostek wojennych na lata 1897−1898, miał w założeniach swego twórcy stanowić konkurencję dla istniejących wcześniej na rynku spisów flot. Od początku ilustrowany, najpierw rysunkami konstrukcyjnymi, a następnie fotografiami i schematycznymi planikami okrętów, był wydawnictwem albumowym dużego formatu, przeznaczonym przede wszystkim do użytku marynarek wojennych i instytucji rządowych.
Po śmierci twórcy rocznika w 1916 roku jego nazwę zmieniono na Jane’s Fighting Ships. Po II wojnie światowej redaktorami publikacji zostawali byli oficerowie Royal Navy; pierwszym był komandor J. Moore. Dla ułatwienia używania katalogu przez personel jednostek pływających zmieniono jego format z poziomego na pionowy i wprowadzono druk na papierze kredowym, bardziej odpornym na wszechobecną na okrętach wilgoć. Wydanie jubileuszowe (setne) na lata 1997−1998 miało kolorowe fotografie w tekście głównym, a nie w osobnym dodatku, jak poprzednio.
Obecnie rocznik Jane’s Fighting Ships publikowany jest przez firmę wydawniczą Jane’s Information Group (od 2007 roku część koncernu IHS Inc.) i dostępny zarówno w formie książkowej, jak i na płytach kompaktowych i mikrofilmach oraz w trybie on-line dla subskrybentów. Z uwagi na bardzo wysoką cenę większość nakładu trafia do użytku instytucji publicznych i marynarek wojennych.